# ناثان رايس
ناثان رايس (بالإنجليزية: Nathan Rice) هو لاعب بولينغ أسترالي، ولد في 7 يونيو 1979 في لاونسستون في أستراليا.

## روابط خارجية
- ناثان رايس على موقع اتحاد ألعاب الكومنولث (مؤرشف) (الإنجليزية)
- ناثان رايس على موقع دورة ألعاب الكومنولث 2006 (مؤرشف) (الإنجليزية)